# Rafael Taléns Pello
Rafael Talens Pelló (Cullera, Valencia, 9 september 1933 – Boadilla del Monte, 25 april 2012) was een Spaans componist en muziekpedagoog.

## Levensloop
Taléns Pello studeerde aan het Conservatorio Superior de Música "Joaquin Rodrigo" te Valencia en aan het Real Conservatorio Superior de Música de Madrid in de vakken klarinet, piano, compositie en orkestdirectie. In zijn hoofdvak compositie behaalde hij het diploma met grote onderscheiding.
Hij is een van de meest geprofileerde en bekende Valenciaanse hedendaagse componisten met verschillende composities voor banda (harmonieorkest), orkest en kamermuziek. Hij schrijft voor diverse professionele ensembles en orkesten, maar ook voor amateurgroepen en -verenigingen. Met zijn werken voor harmonieorkest viel hij meerdere keren in de prijzen. Zijn werken werden verplicht gesteld bij het Certamen Internacional de Bandas de Musica Ciudad de Valencia. Tot zijn oeuvre behoort ook een aantal pasodobles.
Hij was voorzitter van de afdeling harmonieleer aan het Conservatorio Superior de Música "Joaquin Rodrigo" te Valencia.

## Composities

### Werken voor orkest
- 1993 Classic concert, voor trompet en orkest
- 2000 Suite Nº2
- Concierto, voor tuba en orkest

### Werken voor banda (harmonieorkest)
- 1979 Cosmos (seis sketchs sinfónicos - Zes symfonische schetsen)
  1. Preludio
  2. Constelación
  3. Espiritual
  4. Retorno
  5. Neblina
  6. Consumación
- 1979 Semiotecnia - Sinfonia en Tres Tiempos (verplicht werk LXI Edición del Certamen Nacional de Bandas "Ciudad de Cullera" in 2009)
  1. Panorama
  2. Manantial
  3. Exodo
- 1988 El Rabajol Suite
  1. Andante - Lento expresivo - Moderato (casi Allegro) -  Andante
  2. Andante expresivo - dance - Andante
  3. Lento - Tempo de Jota - Andante - Tempo de Jota
- 1993 Cançons de Mare (Liederen van de zee)
  1. Cançó (Mareta)
  2. Mare: "Visanteta" es casa
  3. Cançó (Baix del Pont de Cullera)
- 1993 Expresions Simfóniques
- Banda Municipal de Valencia, paso-doble
- Cent anys Noble i Liberal
- Cora d'Algar, marcha mora
- Destructura Climática
- Dunia Piris, paso-doble
- El Patriarca
- Festivoles
  1. Preludio
  2. Danza no 1
  3. Danza no 2
- Fina Blasco, paso-doble
- Gloria Ramirez, paso-doble
- Homenaje a un premio nobel,  poema descriptivo
- Maria Ángeles González, paso-doble
- Maria Dolores Cervera, paso-doble
- Obertura Para Un Centenario
- Obertura Ritmica
- Paco Arevalo, paso-doble
- Paquita y Nieves, paso-doble
- Rafael Mauricio, paso-doble[2]
- Rojosa, paso-doble
- Rosalina, paso-doble
- Sicània, Suite sobre temas del folklore modal valenicano (Verplicht werk tijdens het 15e "Certamen Internacional de Bandas de Música Villa de Altea" in 1986)
  1. Albada
  2. Dança i canço del llaurador
  3. Joc de xiquets
  4. Dia de festa
- Suite arábiga
- Tercio de quites, paso-doble
- Traner, paso-doble
- Valldigna, suite descriptiva

### Kamermuziek
- Concierto para trompa solo
  1. Intermedio
  2. Lamento
  3. Tarantela
- Cançó Baix del Pont de Cullera

## Media
1. ↑  Fallece el compositor Rafael Talens[dode link] (Ribera Express)
2. ↑  Rafael Mauricio door Banda Sinfónica de Ateneo Musical y Enseñanza "Banda Primitiva" de Llíria o.l.v. Roberto Forés Asensi

- Biblioteca Nacional de España: XX1021935
- Gemeinsame Normdatei: 135274540
- International Standard Name Identifier: 0000 0000 5919 4293
- Library of Congress Control Number: n83189455
- Virtual International Authority File: 6315839
- WorldCat: E39PBJmDhcRfRqhQwyYRj3WCcP